# Saint-Paul-en-Born
Saint-Paul-en-Born település Franciaországban, Landes megyében. Lakosainak száma 982 fő (2022. január 1.). Saint-Paul-en-Born Aureilhan, Escource, Gastes, Mézos, Mimizan, Parentis-en-Born, Pontenx-les-Forges és Sainte-Eulalie-en-Born községekkel határos.

## Népesség
A település népessége az elmúlt években az alábbi módon változott:
| Lakosok száma | 433  | 460  | 597  | 693  | 873  | 940  | 956  | 970  | 977  | 982  |
|               | 1968 | 1982 | 1990 | 2006 | 2013 | 2015 | 2017 | 2019 | 2020 | 2022 |